# VOCAROCK collection feat. 初音ミク
『VOCAROCK collection feat. 初音ミク』（ボカロック　コレクション　フィーチャリング・はつねミク）は、2010年7月21日にFARM RECORDSより発売された、初音ミクなどのVOCALOIDをボーカルに用いたロック曲を集めたコンピレーション・アルバム。

## 概要
VOCAROCK（ボカロック）とは、ヤマハの開発した音声合成技術、VOCALOIDを使ったボーカルソフトの歌声を用いて作られたロック曲をさすのに用いられている言葉である。本アルバムはVOCAROCKを代表する16人の作家のロック曲を集めたコンピレーション・アルバムで、タイトルに名前のある初音ミクのほか、鏡音リン、巡音ルカを用いて作られた楽曲が収録されている。収録曲の中でクワガタPの「フラッシュバックサウンド」、Re：nGの「貴方に花を 私に唄を」については本アルバムのための新バージョンとなっている。ジャケットイラストはなぎみそ（nagimiso.sys）が担当した。

## 収録曲
1. Palette
  - ゆよゆっぺ feat. 巡音ルカ
2. フラッシュバックサウンド（VOCAROCK collection ver.）
  - クワガタP feat. 初音ミク
3. モノクロアクト
  - doriko feat. 初音ミク
4. ワールズエンド・ダンスホール
  - wowaka（現実逃避P） feat. 初音ミク、巡音ルカ
5. Child’s Garden
  - otetsu feat. 巡音ルカ
6. マリオネットシンドローム
  - すこっぷ feat. 初音ミク
7. サルでもわかる
  - アゴアニキ feat. 鏡音リン
8. ペテン師が笑う頃に
  - 梨本うい feat. 初音ミク
9. タワー
  - KEI feat. 巡音ルカ
10. カラクリアゲハ
  - 骨盤P feat. 初音ミク
11. 蕾桜
  - ヤスオ feat. 初音ミク
12. アルビノ
  - buzzG feat. 初音ミク
13. 夜と虹色
  - 古川本舗 feat. 初音ミク
14. falldown
  - ←P feat. 初音ミク
15. Fake Lover
  - ジミーサムP feat. 初音ミク
16. 貴方に花を 私に唄を（VOCAROCK collection ver.）
  - Re：nG feat. 初音ミク